# Diocèse de Palmas-Francisco Beltrão

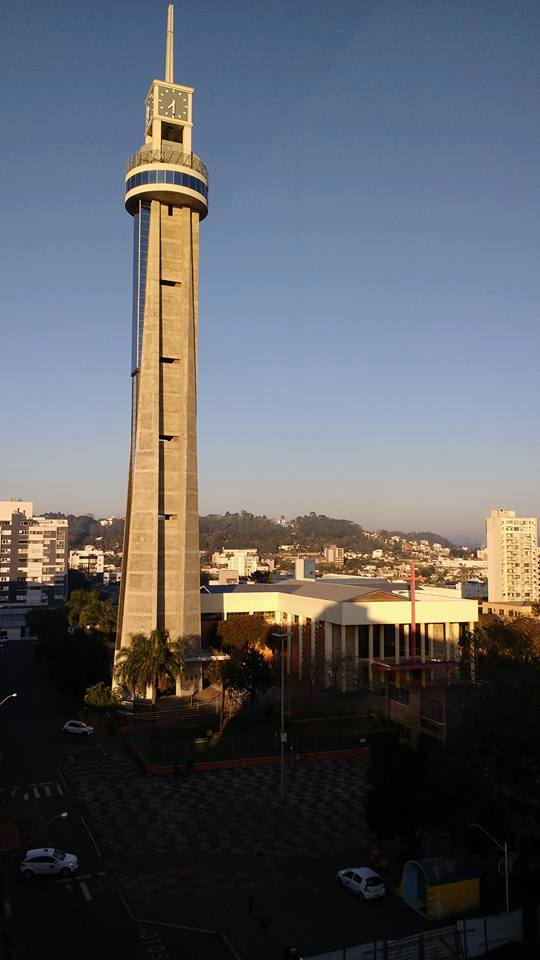
Clocher de la cocathédrale Notre-Dame-de-Gloire, Francisco Beltrão, État du Parana.

Le diocèse de Palmas-Francisco Beltrão (en latin, Dioecesis Palmensis-Beltranensis) est une circonscription ecclésiastique de l'Église catholique au Brésil.
Son siège se situe dans la ville de Palmas, dans l'État du Paraná. Créé en 1958, il est suffragant de l'archidiocèse de Cascavel et s'étend sur 17 964 km2.
Le siège épiscopal est tenu par Edgar Xavier Ertl depuis 2016.